# ルードゥス・トナリス
『ルードゥス・トナリス』（羅: Ludus Tonalis、「音の遊び」の意）は、パウル・ヒンデミットがアメリカに滞在中の1942年8月から10月にかけて作曲したピアノ曲である。副題は『対位法・調性およびピアノ奏法の練習（Kontrapunktische, tonale, und Klaviertechnische Übungen）』となっており、初演はピアニストの ウィラード・マクレガーによって1944年2月15日にシカゴで初演された。この楽曲は「技術、理論、インスピレーション、およびコミュニケーションの事柄」を探っており、「事実上、作曲者の円熟したスタイルの正真正銘のカタログである」。
全ての長調と短調の両方またはいずれか一方の調性で構成されたこの楽曲は、ヨハン・ゼバスティアン・バッハのトッカータに似たハ調の3部構成の前奏曲で始まり、前奏曲の厳密な逆行反行型である後奏曲 で終わる。その間に、11の間奏曲で隔てられた12の3部構成フーガがあり、間奏曲は前のフーガの調性で始まり、次のフーガの調性（またはそれに非常に近い調性）で終わる。フーガの調性はヒンデミットが «Serie 1»（シリーズ1）と呼んだ半音階の順序に従い、主音Cを用いる（『作曲の手引』を参照）。
本作はバッハの『平均律クラヴィーア曲集』の20世紀版であることが意図されていた。しかし、バッハの作品とは異なり、本作の非フーガ曲は楽曲の主題を頻繁に繰り返す。
また本作は、平均律音階の12の調性が全てそれらのうちのただ一つ（主音と呼ばれる）と関連するというヒンデミットの理論の最も直接的な適用と考えることができる。主音を持つそれぞれの調性の親和性は和声的音階におけるその位置と直接的に関連している。このシステムにおいて、長調と短調の双対性は無意味であり、転調の実行は放棄される。

## 構造
ルードゥス・トナリスは以下の25の楽章から成る。
1. Praeludium. 部分的にC（1-32小節）、部分的にF♯（34-47小節）
2. Fuga prima in C: 三重フーガ
3. Interludium: ロマン派即興曲
4. Fuga secunda in G: 5/8拍子の舞曲
5. Interludium: 田園曲
6. Fuga tertia in F: 逆行フーガ
7. Interludium: 民俗舞曲（ガヴォット）
8. Fuga quarta in A: 二重フーガ
9. Interludium: バロック前奏曲
10. Fuga quinta in E: ジーグ
11. Interludium: ロマン派小品（ショパン様式）
12. Fuga sexta in E♭: ロココ様式
13. Interludium: 行進曲
14. Fuga septima in A♭: ロマン派様式
15. Interludium: ロマン派小品（ブラームス様式）
16. Fuga octava in D: 5/4拍子の舞曲（しかし4/4拍子で書かれている）
17. Interludium: バロックトッカータ
18. Fuga nona in B♭: 主題変形フーガ
19. Interludium: 田園曲
20. Fuga decima in D♭: 反転フーガ
21. Interludium: 民俗舞曲（クーラント）
22. Fuga undecima in B（カノン）: 伴奏カノン
23. Interludium: ロマン派ワルツ
24. Fuga duodecima in F♯: ストレット（英語版）フーガ
25. Postludium: 前奏曲の逆行反行型

このサイクルの中心（行進曲）の周りには著しい対称性が存在する。